# Anabar (Wahlkreis)
Anabar ist ein nauruischer Wahlkreis. Er besteht aus dem gleichnamigen Distrikt Anabar, Anibare und Ijuw. Er entsendet zwei Mitglieder ins Nauruische Parlament in Yaren. Dies sind momentan Pyong Deiye und Maverick Eoe.

## Wahlresultate vom 25. September 2022
| Kandidat                  | Stimmenwert |
| ------------------------- | ----------- |
| Pyon Deiye                | 439,653     |
| Maverick Eoe              | 382,747     |
| Ludwig Derangadage Scotty | 167,828     |
| Marita Akua Agigo         | 153,390     |
| Bureiy Daley Deireragea   | 151,372     |
| Junior Olsson             | 151,170     |
| Patrick Scotty            | 147,723     |
| Dawson Agege              | 139,994     |
| Narmi Paul Doguape        | 127,585     |

Es wurden 658 gültige und 17 ungültige Stimmen abgegeben.